# 一宮市立千秋中学校
一宮市立千秋中学校（いちのみやしりつ ちあきちゅうがっこう）は、愛知県一宮市千秋町佐野にある一宮市立中学校。

## 沿革
- 1947年（昭和22年）4月18日 - 丹羽郡千秋村立千秋中学校として開校[1]。
- 1955年（昭和30年）4月7日 - 合併に伴い、一宮市立千秋中学校と改称[1]。
- 1969年（昭和44年）3月10日 - 校歌制定[1]。

## 学校概要
知・徳・体の調和がとれた、自立に向けて努力できる生徒を育成する。
一宮市内で唯一、セーラー服は白襟を採用している。その他、市内の中学校は三本線である。
全国の市町村で、一宮市の中学校は千秋中学校を除き、同一の形状、紺色三本線のセーラー服が統一されている。しかし、令和に入りジェンダーフリー等、時代にそぐわないなどを理由に廃止が決定しており、それに伴って千秋中学校も、一宮市中学校標準服に変更となり、ようやく市内同一化される。

## 部活動
- ソフトテニス部[3]
- 野球・ソフト部[3]
- バレーボール部[3]
- バスケットボール部[3]
- 卓球部[3]
- 剣道部[3]
- サッカー部[3]
- 美術・手芸部[3]
- 陸上・駅伝部[3]
- 相撲・水泳部[3]
- ディベート部[3]剣道

## 通学区域
- 全域が一宮市内

| - 一宮市立千秋小学校 - 千秋町一色 - 千秋町浮野 - 千秋町勝栗 - 千秋町加茂 - 千秋町佐野（学校所在地） - 千秋町天摩 - 千秋町穂積塚本 | - 一宮市立千秋南小学校 - 千秋町浅野羽根 - 千秋町小山 - 千秋町塩尻 - 千秋町町屋 |

## 交通
- 名古屋鉄道犬山線石仏駅から1.4km[5]

## 著名な出身者
- 長谷部裕（元プロ野球選手）